# Petrus Cools
Petrus Cools (Brugge, 8 december 1820 – 5 maart 1902) was kapelmeester-zangmeester in het Brugse Sint-Janshospitaal.

## Levensloop
Hij was de derde van de acht kinderen van Petrus Cools (Brugge, 7 maart 1797 - 9 september 1860), zangmeester in het Sint-Janshospitaal en van Maria Cooreman. De kerk van het Sint-Janshopitaal had, net als de meeste Brugse parochiekerken, een vaste zangmeester in dienst.
Petrus junior volgde zijn vader op als kapelmeester en zangmeester in het Sint-Janshospitaal. De kerk van dit hospitaal werd door een paar priesters bediend, van wie een het ambt van pastoor vervulde. Van 1839 tot aan zijn dood was kanunnik François van Zuylen van Nyevelt (1800-1883) die pastoor. De priesters hadden heel wat werk, met het begeleiden van een belangrijke kloostergemeenschap en het organiseren van haar religieuze bijeenkomsten en met het bijstaan van veel patiënten, onder wie er veel overleden, die in de kerk van het hospitaal een begrafenisdienst kregen. Dit betekende ook veel werk voor de zangmeester.
Petrus Cools trouwde pas toen hij 54 was, in 1874, met Clemence Boy (1834-1917). Op de huwelijksakte werd Petrus vermeld als 'professor in muziek', zodat het duidelijk is dat hij muziekles gaf, hetzij als privéleraar, hetzij in de gemeentelijke muziekschool. Het huwelijk bleef kinderloos. Clemence had echter wel in 1864 een natuurlijke zoon gekregen van onbekende vader. Hij werd door het huwelijk gelegitimeerd als Leon Cools. 
Vanaf 1868 werd gedurende enkele jaren in de kranten gemeld dat de vrienden van Cools, hem, ter gelegenheid van zijn naamfeest, een plechtige mis en lof aanboden in de kerk van het Sint-Janshospitaal, muzikaal opgeluisterd met koor en orkest. Cools koos de uit te voeren werken uit. Voor de mis koos hij in 1869 de Missa Pastoritia van Anton Diabelli (1781-1858). Voor het lof koos hij telkens motetten van belangrijke oude meesters.
Het koor en orkest dat bij die gelegenheden optrad, stond onder de leiding van Emile Moles le Bailly - de Serret (1834-1906), die een bekende naam was in de Brugse muziekwereld. Hij was immers voorzitter van La Réunion Musicale en van Les Artistes Musiciens, ondervoorzitter van de Philharmonie, erevoorzitter van de Symphonie de Dageraad, van de Musicale Maatschappij en van de koormaatschappij De Vriendenkring.

## Componist
Cools was uiteraard voldoende geschoold om zelf ook muziek te componeren. Hiervan is alvast één voorbeeld bekend, dat van een Jubellied, dat hij op muziek zette naar aanleiding van het zilveren huwelijksjubileum van Samuel Coucke en Sophia Naert. 

## Voetnota
1. ↑   Gazette van Brugge, 4 juli 1868 & 3 juli 1869